# Torsten Johansson
Torsten Johansson (Karlsborg, 11 aprile 1920 – Malmö, 14 maggio 2004) è stato un tennista svedese.

## Carriera
Ha rappresentato la sua nazione in Coppa Davis per dodici anni, fa il suo esordio nel 1946 dove vince il torneo europeo e nello spareggio internazionale viene sconfitto dagli Stati Uniti.
Ha disputato un totale di settantadue incontri con la nazionale di cui cinquantuno vinti.
Nei tornei dello Slam ha raggiunto più volte il quarto turno ma non si è mai spinto oltre, durante il Torneo di Wimbledon 1947 ha fatto segnare il singolare record di aver vinto i primi due incontri senza concedere un singolo game, terminandoli entrambi per 6-0, 6-0, 6-0.